# Дезідерій (дукс Аквітанії)
Дезідерій (*Desiderius, д/н —587) — дукс Аквітанії у 583—587 роках (разом з Бладастом).

## Життєпис
Походив зі знатного франкського роду. Про його батьків нічого невідомо. Піднесення кар'єри відбулося за правління короля Хілперіка I. У 573 році боровся проти саксів. 574 році брав участь у війні проти Сігеберта I, короля Аквітанії.
У 575 році після смерті Сігеберта I, короля Австразії, на чолі війська рушив до цього королівства задля захоплення її для Хілперіка I. В свою чергу Гунтрамн, король Бургундії, спрямував патриція Муммола, який завдав поразки дезідерію.
576 року разом з Бладастом і Берульфом захопив місто Бурж, а потім сплюндрував місто Турень. 581 року Дезідерій зумів захопити області Перігор та Ажен, які до того належали Гунтрамну.
583 року разом з Бладастом призначено дуксом, що низка дослідників розглядають як рівнозначний титулу герцога. Проте частина вчених вказує на латинську назву посади (дукс), що в первинній назві позначало військового урядника. Того ж року разом з колегою атакував Васконію, проте зазнав поразки.
584 року після смерті Хільперіка I рушив до Тулузи, де забезпечує права і майно Регунди, доньки Хільпера I, яка була заручена з Реккаредом I, королем вестготів. В цей час одружився з Тетрадією, яка втекла від чоловіка Евлалія. У 585 році уклав союз із королем Гунтрамном.
Помер у 587 році.